# Социалистическая партия Сан-Марино
Социалистическая партия Сан-Марино (итал. Partito Socialista Sammarinese, PSS) была социалистической, а затем социал-демократической политической партией в Сан-Марино. Её итальянским аналогом была Итальянская социалистическая партия, а на международной арене она принадлежала к Социалистическому Интернационалу.
С 1892 до 1926 года существовала партия с тем же названием, которая была запрещена во время фашистского правления. В 1940-х и 1950-х годах партия была тесно связана с Коммунистической партией Сан-Марино (PCS), и это привело к тому, что часть партии отделилась и образовала Независимую демократическую социалистическую партию Сан-Марино (PSDIS) в 1957 году, спровоцировав политический кризис (Fatti di Rovereta). Позже PSS дистанцировалась от PCS и вступила в коалицию с Сан-Маринской христианской демократической партией (PDCS) и PSDIS, которая воссоединилась с PSS в начале 1990-х годов.
На всеобщих выборах 2001 года PSS получила 24,2 % и 15 мест из 60 в Генеральном Совете и управляла как младший партнер в коалиции с PDCS до 2005 года, когда она объединилась с посткоммунистической Партией демократов, чтобы сформировать объединенную социал-демократическую партию, Партию социалистов и демократов (PSD). Это привело к расколу центристского крыла партии, образовавшего Новую социалистическую партию (NPS).
На всеобщих выборах 2006 года PSD получила 31,8 % голосов и 20 из 60 мест, и управляла в коалиции с Народным альянсом и Объединенными левыми до июня 2008 года.

## Внешние ссылки
- Официальный веб-сайт